# Liste des rois taïfa de Lérida
Ceci est une liste des rois taïfa de Lérida ou Larida, qui se sont maintenus à la tête du royaume de taïfa de Lérida, depuis sa fondation, en 1036/1039, par les Toujibides, à sa destruction par les Almoravides en 1102.

## DynastieHoudide
- Sulayman ibn Muhammad ou al-Musta'in Ier, qui porta le surnom honorifique d’al-Musta'in : 1031/1036-1039 ;

1re union au royaume taïfa de Saragosse ;
- Yusuf ibn Sulayman ou Yusuf al-Muzzafar, qui porta le surnom honorifique d’al-Muzzafar et fils du précédent : 1047-1078 ;

Conquête et 2e union au royaume taïfa de Saragosse ;
- Al-Mundir al-Hayib Imad ad-Dawla (en) ou Al-Mundir Imad ad-Dawla, qui porta le surnom honorifique d’Imad ad-Dawla et neveu du précédent : 1082-1090 ;
- Sulayman ibn al-Mundir (en), qui porta le surnom honorifique de Sayyid ad-Dawla et fils du précédent : 1090-1102.